# Pneumocystis
Pneumocystis és un gènere de fongs ascomicots (Ascomycota), l'únic de la família Pneumocystidaceae, de l'ordre Pneumocystidales i de la classe Pneumocystomycetes. Inclou vuit espècies. L'espècie Pneumocystis jirovecii, patogen oportunista específic dels humans, és l'agent causal de la pneumocistosi, una infecció pulmonar que sol afectar persones immunodeprimides.